# Старко Ігор Анатолійович
І́гор Анато́лійович Старко́ (4 серпня 1977 — 4 серпня 2022) — український військовослужбовець, учасник російсько-української війни.

## Біографія
Ігор Старко навчався в Здолбунівській міській школі № 3, закінчивши 9 класів, вступив у Здолбунівське професійно-технічне училище № 3 на спеціальність «Муляр-монтажник стальних і залізобетонних конструкцій електрозварник». Після навчання пішов на строкову службу в армію. Все життя працював на будівництві.
У 2003 році одружився, через рік народився син Дмитрик, а ще за чотири — менша донечка Настуня.
24 лютого 2022 року одним із перших прийшов у військкомат, а вже 26 лютого пішов захищати Батьківщину.
4 серпня 2022 року, в свій 45 день народження, солдат Ігор Старко в бою за Батьківщину, виявивши стійкість і мужність під час участі в бойових діях, вірний військовій присязі, загинув від отриманих поранень, несумісних із життям. Похований 12 серпня 2022 року на кладовищі в селі Ільпінь.

## Нагороди
- Медаль «Захиснику Вітчизни» (21 березня 2023, посмертно) — за особисту мужність і самовіддані дії, виявлені у захисті державного суверенітету та територіальної цілісності України, вірність військовій присязі[2]